# Sariegos
Sariegos és un municipi de la província de Lleó, a la comunitat autònoma de Castella i Lleó.

## Demografia
| 1991  |  | 1996  |  | 2001  |  | 2004  |  | 2007  |
| ----- |  | ----- |  | ----- |  | ----- |  | ----- |
| 1.688 |  | 2.122 |  | 3.011 |  | 3.451 |  | 3.880 |